# セブ・コルドバ連絡高速道路
セブ・コルドバ連絡高速道路（セブ・コルドバれんらくこうそくどうろ、Cebu–Cordova Link Expressway、CCLEX）は、フィリピンのメトロ・セブにある斜張橋。セブ市とセブ州コルドバ町を結ぶ全長8.9kmの有料高速道路である。マクタン海峡に架かり、セブ島とマクタン島を結ぶ第3の道路であり、セブ市とコルドバをつなぐ最初の道路である。2022年4月27日に開通した、フィリピンで最も長い斜張橋である。セブ・コルドバ橋、第三セブ・マクタンブリッジ（Third Cebu-Mactan Bridge）とも呼ばれる。

## 備考
道路は、MVPグループ企業であるメトロ・パシフィック・トールウエーズ社（MPTC）の子会社であるセブ・コルドバ連絡高速道路社（CCLEC）によって運営されている。